# ماریا آیوازیان
ماریا آیوازیان (ترزبان) (ارمنی: Մարիա Այվազյանը (Թերզյան) زاده ۲۴ مه ۱۹۴۴ - درگذشته ۴ آوریل ۲۰۱۹) از پژوهشگران فرهنگ و تاریخ و زبان ایران و ارمنستان و استاد پیشین پژوهشگاه علوم انسانی و مطالعات فرهنگی بود.

## زندگی‌نامه
ماریا آیوازیان-ترزیان در سال ۲۴ مه ۱۹۴۴ (۱۳۲۳) در تهران متولد شد. دوره‌های تحصیلات ابتدایی، متوسطه و دبیرستان را در مدارس ارمنیان تهران به پایان رسانده‌است. دوره لیسانس را در رشته ادبیات فارسی در دانشگاه تهران، دوره فوق لیسانس را در رشتهٔ زبان و ادبیان ارمنی (از گروه زبان‌های باستانی) دانشگاه تهران و دوره دکتری در رشتهٔ تاریخ (ایران‌شناسی) فرهنگستان ملی علوم ارمنستان به پایان برد. وی از سال ۱۳۷۶ تا ۱۳۷۹ در دانشگاه آزاد اسلامی، گروه زبان و ادبیات ارمنی تدریس و در پایان این دوره به عنوان استاد انتخاب و مورد تشویق قرار گرفت. وی از سال ۱۳۵۵ کارشناس پژوهشی و سپس عضو هیئت علمی مؤسسه تحقیقات و برنامه‌ریزی علمی و آموزشی، مؤسسهٔ مطالعات و تحقیقات فرهنگی، پژوهشگاه علوم انسانی و مطالعات فرهنگی بود. در ۲۸ سپتامبر ۲۰۰۴ (۷ مهر ۱۳۸۳)، مصادف با شصتمین سالگرد تولد وی مجلس بزرگداشتی برای وی توسط دانشکده شرق‌شناسی، کرسی ایران‌شناسی دانشگاه دولتی ایروان در جمهوری ارمنستان ترتیب داده شد. وی در روز پنجشنبه ۴ آوریل ۲۰۱۹ در سن ۷۴ سالگی درگذشت و در فارست لان مموریال پارک به خاک سپرده شد.

## تالیفات
شماری از کتاب‌ها و آثار آیوازیان به شرح زیر است:
| عنوان                                              | تاریخ چاپ | ناشر                                    |
| -------------------------------------------------- | --------- | --------------------------------------- |
| ریشه‌های نام‌های خاص ارمنی برگرفته از زبان‌های ایرانی | ۱۳۸۱      | پژوهشگاه علوم انسانی و مطالعات فرهنگی   |
| اشتراکات اساطیری و باورها در منابع ایرانی و ارمنی  |           | پژوهشگاه علوم انسانی و مطالعات فرهنگی   |
| دوگانه‌های زبان ارمنی و مترادفات آن در زبان فارسی   | ۱۳۸۴      | پژوهشگاه علوم انسانی و مطالعات فرهنگی   |
| استاد هراچیا آچاریان و ایران‌شناسی                  | ۱۳۸۲      | پژوهشگاه علوم انسانی و مطالعات فرهنگی   |
| وام‌واژه‌های ایرانی میانهٔ غربی در زبان ارمنی         | ۱۳۷۱      | انتشارات مؤسسه مطالعات و تحقیقات فرهنگی |

همچنین جشن‌های مشترک میان ارمنیان و ایرانیان، زازاها قومی ناشناخته، نظری اجمالی به تاریخ اجتماعی، سیاسی، اقتصادی دو کشور ایران و ارمنستان و آثار مورخان و نویسندگان ارمنی دربارهٔ ایران، گزیده یی از نهج البلاغه به زبان ارمنی، قوم گوران، زازاها قومی ناشناخته، لغات هم‌ریشه زبان‌های ارمنی و پهلوی با مقایسه با زبان‌های مانوی و فارسی نوگگ مقاله‌های وی را تشکیل می‌دهند که در فصلنامه فرهنگی پیمان به چاپ رسیده‌است.